# Reine Davies
Reine Davies (nacida como Irene Douras; 6 de junio de 1883-5 de abril de 1938) fue una cantante y actriz estadounidense.

## Vida y carrera
Davies nació el 6 de junio de 1883 en Brooklyn, Nueva York, hija de Bernard J. Douras, un abogado y juez en la ciudad de Nueva York, y de Rose Reilly. Su padre celebró el matrimonio civil de la socialité Gloria Gould Bishop.
Siendo la hermana mayor de la actriz Marion Davies, Reine fue la primera de las tres hijas Douras en adoptar el apellido Davies. Un día, mientras conducía por un barrio de Brooklyn, vio el letrero de una oficina de Valentine Davies. Le gustó tanto el nombre que lo adoptó profesionalmente, y sus hermanas siguieron su ejemplo.
Davies se casó dos veces, la primera con el director George Lederer[cita requerida] el 12 de enero de 1908 hasta su divorcio en 1912, y más tarde con el actor George Regas. Con Lederer tuvo dos hijos, el director y guionista Charles Lederer, y la hija Josephine Rose ("Pepi") Lederer.
Era conocida como "The New American Beauty", y, por sus amigos, como "The True Blue Girl". Reine Davies vivió durante muchos años en Chicago, y participó en el circuito de vodevil como cantante y actriz. Apareció en la película de 1915 Sunday as Sunday y en 1917 como Beth Winthrop en The Sin Woman. También fue un tema popular en las portadas de partituras, la más famosa por "Meet Me Tonight in Dreamland" (que ella presentó), así como "The Reine Waltz" (1910), "When I Kissed Your Tears Away" (1911), "Leaf by Leaf the Roses Fall" (1911), "When I Met You Last Night in Dreamland" (1912), "In the Palace of Dreams" (1914) y "Araby" (1915). Durante muchos años dirigió la columna de cotilleos del Los Angeles Examiner.
En 1935, Davies empezó a escribir una columna sobre eventos sociales de Hollywood para The San Francisco Examiner.
Davies murió el 5 de abril de 1938 en Beverly Hills, California, debido a un ataque al corazón en una piscina. Fue enterrada con una Misa de Réquiem en la Iglesia de San Agustín de Culver City, California, e inhumada en el Mausoleo Douras del actual Hollywood Forever Cemetery.